# رایحه‌بخش
رایحه بخش دستگاهی است که ترکیب معطری را به گازی اضافه می‌نماید. رایحه بخش‌ها معمولاً در امکان عمومی و محل‌های کاری که شامل شبکه‌های انتقال دهندهٔ گازها و بیش از همه گاز طبیعی یا متان هستند مورد استفاده قرار می‌گیرند تا افراد را از هر گونه نشت گاز مطلع نمایند. رایحه بخش‌های نصب شده در اینگونه محل‌ها ترکیب معطری دارای بوی قوی و ویژه‌ای را به گاز در حال جریان درون شبکه‌های انتقال گاز محل اضافه می‌نمایند و اگر شبکه‌های انتقال گاز هر گونه نشتی پیدا کنند گاز نشت کرده با وجود ترکیب معطری که به آن اضافه گشته‌است به راحتی قابل تشخیص است. و به این وسیله از بسیاری از خطرها همچون خفگی و مسمومیت در اثر نشتی گاز پیشگیری می‌شود. انواع گوناگونی از رایحه بخش‌ها وجود دارند که بر اساس مساحت محیطی که باید پوشش دهند و نوع گازی که باید به آن رایحه بیفزایند متفاوت ساخته شده‌اند.